# Asplenium claussenii
Asplenium claussenii är en svartbräkenväxtart som beskrevs av Georg Hans Emmo Wolfgang Hieronymus. Asplenium claussenii ingår i släktet Asplenium och familjen Aspleniaceae. Inga underarter finns listade.